# Wielka radość
Wielka radość – pierwszy album studyjny Elektrycznych Gitar, wydany w 1992 roku. Płyta ta przyniosła mało znanemu wcześniej zespołowi ogromną popularność m.in. dzięki takim przebojom jak „Jestem z miasta”, „Przewróciło się”, „Człowiek z liściem” czy „Włosy”. Piosenki początkowo zaistniały na listach przebojów lokalnych radiostacji, by w późniejszym czasie odnieść sukces wśród ogólnokrajowych zestawień. Teledyski nagrano do utworów „Jestem z miasta”, „Głowy Lenina”, „Żądze” oraz mniej znanego „Basen i my”. Zaaranżowana bigbitowo rock ’n’ rollowa muzyka oraz charakterystyczne teksty lidera grupy, stały się na lata cechą charakterystyczną twórczości grupy. Podczas sesji nagraniowych do dwóch kompozycji („Będę szedł” i „Wszystko ch.”)  na saksofonie zagrał Aleksander Korecki. Perkusista Marek Kanclerz (niewymieniony na okładce) zagrał jedynie w piosence „Włosy”, pochodzącej z nagrania próbnego w 1990. W pozostałych utworach użyto automatu perkusyjnego. We wrześniu 1997 album pokrył się dwukrotnie platyną.
Na okładce wydawnictwa nie wymieniono trzech znanych osób, które wzięły gościnnie udział w nagraniu. Byli to Jędrzej Kodymowski (lider zespołu Apteka) wraz z Małgorzatą Walewską, śpiewaczką operową – którzy zaśpiewali w chórku w piosence „Koniec” – oraz Janem Pospieszalskim, który zagrał na gitarze basowej w piosence „Będę szedł”.
Na okładce płyty umieszczony został „elektryczny kot”, rysunek plastyka Jarka Koziary, który stał się niepisanym logiem zespołu, pojawiającym się na przykład na większości koncertów grupy.
Duplikacją wydań kasetowych albumu zajmował się nie tylko sam Zic Zac - na licencji tej firmy duplikacji i dystrybucji kaset podjęły się też firmy Wifon i Polton.

## Lista utworów
1. „Wiele razy” (J. Sienkiewicz)
2. „Jestem z miasta” (J. Sienkiewicz)
3. „Przewróciło się” (J. Sienkiewicz)
4. „Włosy” (trad. / J. Sienkiewicz)
5. „Człowiek z liściem” (J. Sienkiewicz)
6. „Będę szedł” (J. Sienkiewicz)
7. „Wytrąciłaś” (J. Sienkiewicz)
8. „Radość” (J. Sienkiewicz)
9. „Basen i my” (J. Sienkiewicz)
10. „Żądze” (J. Sienkiewicz)
11. „Głowy L. (do obrazu Salvadore Dali)” (J. Sienkiewicz)
12. „Dziki” (P. Łojek)
13. „Ręce daleko” (J. Sienkiewicz)
14. „Wszystko ch.” (J. Sienkiewicz)
15. „Koniec” (J. Sienkiewicz)

## Wykonawcy
źródło
- Kuba Sienkiewicz – gitara rytmiczna, śpiew
- Tomasz Grochowalski – gitara basowa
- Rafał Kwaśniewski – gitara prowadząca
- Piotr Łojek – gitara basowa, instrumenty klawiszowe, harmonijka ustna
- Marek Kanclerz – perkusja (tylko utwór Włosy)

Muzycy gościnni
- Aleksander Korecki – saksofon („Będę szedł”, „Wszystko ch.”)
- Jan Pospieszalski – gitara basowa („Będę szedł”)
- Jędrzej Kodymowski – chórek („Koniec”)
- Małgorzata Walewska – chórek („Koniec”)